# ジェイエムテクノロジー
ジェイエムテクノロジー株式会社（英：JM Technology Inc.）は、福岡県福岡市博多区に本社を置く、産業機械事業などを営む企業。
かつては豆蔵K2TOPホールディングスの連結子会社であったが、2023年10月2日付で兼松の完全子会社となった。

## 沿革
参照：ジェイエムテクノロジー公式HP「沿革」(2023年12月閲覧)、2023年11月現在
- 1995年（平成7年）3月 - 大阪市にて、株式会社ジェイエムネット設立。
- 2001年（平成13年）11月 - 福岡市博多区下川端町に本社移転。
- 2004年（平成16年）11月25日 - 福岡証券取引所Q-Board市場へ株式上場。
- 2005年（平成17年）11月 - 大信情報システム（連結子会社）をジェイエムソリューションズへ商号変更[3]。
- 2007年（平成19年）3月 - ジェイエムソリューションズを吸収合併、ジェイエムテクノロジー株式会社に商号変更[4]。
- 2010年（平成22年）6月 - ソフトラインを吸収合併。
- 2011年（平成23年）11月29日 - 豆蔵OSホールディングス（後に豆蔵ホールディングスを経て、現・JSEEホールディングス）による株式公開買付けが成立[注釈 1]。結果、豆蔵OSホールディングスが97.06%を所有する親会社となる[5][6]。
- 2012年（平成24年）
  - 1月21日 - Q-Board市場 上場廃止[7]。
  - 2月 - インドネシアに現地法人（子会社）を設立。
- 2013年（平成25年）10月25日 - 豆蔵ホールディングスが、東証マザーズから市場第一部（現・プライム市場）へ市場変更[8]。
- 2017年（平成29年）4月 - シアルシステムを吸収合併。
- 2021年（令和3年）4月1日 - 豆蔵K2TOPホールディングスの設立およびそれに伴うグループ再編により、同社の連結子会社（孫会社）へ異動[9]。IT事業をオープンストリーム（豆蔵K2TOPホールディングス 連結子会社）に譲渡[10]。
- 2023年（令和5年）
  - 7月24日 - 親会社の豆蔵K2TOPホールディングスが、兼松との間で当社株式をすべて兼松に譲渡する旨の契約を締結[11][12]。
  - 9月1日 - 親会社のJSEEホールディングスを吸収合併[13]。
  - 10月2日 - 7月24日に締結した株式譲渡契約の効力発生に伴い、親会社が兼松に異動[2]。

## 事業
半導体製造装置エンジニアリング
半導体製造装置におけるトラブル対応のほか、保守メンテナンスサービスの提供
部品修理・部品販売
各種半導体製造装置で使用する部品の修理、及び厳選された部品の販売
RPA
ロボオペレータ（ソフトウェア）の開発業務など
RPAサポート
RPAの導入から作成支援までのサポート業務
半導体自動化ソリューション
「J＋Brain」（自社製品）による半導体製造装置のオンライン化（製造工程の自動化）
「装置見える化」ソリューション
「J＋Logger」（自社製品）による装置トラブル・異常感知など（稼働率向上など）
工場遠隔支援ソリューション
MR技術でホログラムを投影・操作することによる、リアルタイム遠隔支援の実現化
ものづくりサービス
「ものづくり」を工業デザインから図面作成、製作装置までのトータルサポート

## 事業所
| 事業所名   | 郵便番号 | 住所                                                       |
| ---------- | -------- | ---------------------------------------------------------- |
| 福岡本社   | 812-0027 | 福岡県福岡市博多区下川端町 3-1 リバレインオフィス 9階      |
| 四日市支社 | 510-0075 | 三重県四日市市安島1丁目 5-10 KOCSO四日市西浦ビル 7階 B号室 |
| 大阪支社   | 532-0011 | 大阪府大阪市淀川区西中島5丁目 3-8 リードシー新大阪ビル 3階 |